# Lamut
Lamut (Bayan ng Lamut) är en kommun i Filippinerna. Kommunen ligger på ön Luzon, och tillhör provinsen Ifugao. Folkmängden uppgår till 18 731 invånare.

## Barangayer
Lamut är indelat i 18 barangayer.
| - Ambasa - Hapid - Lawig - Lucban - Mabatobato, BLISS(Lamut) - Magulon - Nayon - Panopdopan - Payawan | - Pieza - Poblacion East - Pugol (Ifugao Reservation) - Salamague - Bimpal - Holowon - Poblacion West - Sanafe - Umilag |